# 欧州自由貿易連合
欧州自由貿易連合（おうしゅうじゆうぼうえきれんごう、英: European Free Trade Association）は、1960年にイギリスが中心となって設立された自由貿易連合である。欧州経済共同体（EEC）に対抗するため、その枠外にあった欧州諸国が加盟してきた。頭字語（略称）のEFTA（エフタ）で呼ばれることが多い。

## 概要
政治統合を目標としていた欧州経済共同体（EEC）に対抗し、欧州での主導権獲得を目指すイギリス主導のもと、EEC非加盟のイギリス、オーストリア、スウェーデン、スイス、デンマーク、ノルウェー、ポルトガルの7か国で1960年5月3日結成された。政治統合を目標とせず、域内関税撤廃の一方、EECと異なり共通関税の設定を行わない形での連合体である。
1961年、フィンランドが準加盟（1986年正式加盟）。1970年アイスランドが加盟。1973年、英国とデンマークが欧州共同体（EC）加盟に伴いEFTAから脱退。1986年、ポルトガルがEC加盟に伴いEFTAから脱退。1991年、リヒテンシュタインが加盟。1995年にオーストリア、スウェーデン、フィンランドがEU加盟に伴いEFTA脱退。
本部はジュネーヴにあり、現在、アイスランド、ノルウェー、スイス、リヒテンシュタインの4か国が加盟している。

ヨーロッパの国と地域的機関の相互関係

冷戦終結後、欧州連合（EU）との拡大統一市場を目指すため、EFTA諸国はEU諸国と共に、1994年に欧州経済地域（EEA）を設立した（スイスを除く。スイスは1992年の国民投票でEEA協定批准を否決した）。EEAは、自由貿易地域であり、EUの域内市場と同様に、商品・サービス・人・資本の自由な移動が保障されている。ただし、EEAはEUの共通通商政策を含んでおらず、関税同盟ではない。

## 加盟国
現在4か国。いずれも欧州連合には加盟していない。
- アイスランド共和国
- ノルウェー王国 - ノルウェーは、1972年と1994年の二度、国民投票でEU加盟条約批准を否決した。
- スイス連邦 - スイスは、1997年と2001年の2度、国民投票でEUとの加盟交渉開始案を否決した。
- リヒテンシュタイン公国

## 元加盟国
6ヶ国。
- グレートブリテン及び北アイルランド連合王国 - 1960年5月3日加盟、1973年EC加盟に伴い脱退。
- オーストリア共和国 - 1960年5月3日加盟、1995年EU加盟に伴い脱退。
- スウェーデン王国 - 1960年5月3日加盟、1995年EU加盟に伴い脱退。
- デンマーク - 1960年5月3日加盟、1973年EC加盟に伴い脱退。
- フィンランド共和国 - 1961年準加盟、1986年加盟、1995年EU加盟に伴い脱退。
- ポルトガル共和国 - 1960年5月3日加盟、1986年EC加盟に伴い脱退。